# Сентрал Сквер (Њујорк)
Сентрал Сквер (енгл. Central Square) град је у америчкој савезној држави Њујорк.

## Демографија
По попису из 2010. године број становника је 1.848, што је 202 (12,3%) становника више него 2000. године.
| Група             | 2000.         | 2010.         |
| Белци             | 1.603 (97,4%) | 1.785 (96,6%) |
| Афроамериканци    | 10 (0,6%)     | 1 (0,1%)      |
| Азијати           | 12 (0,7%)     | 10 (0,5%)     |
| Хиспаноамериканци | 15 (0,9%)     | 22 (1,2%)     |
| Укупно            | 1.646         | 1.848         |